# Мартин Тодоров
Мартин Стоянов Тодоров или Теодоров е български политик от Народнолибералната партия.

## Биография
Роден през 1856 година в Болград, Бесарабия, в семейството на бесарабски българи. Брат е на генерал Георги Тодоров, на академик Александър Теодоров-Балан, на проф. Атанас Теодоров и на инж. Михаил Балански. Завършва Болградската гимназия и работи като учител, като преподава в българските училища в Македония три години. В 1883 година е назначен за екзархийски учител в Битоля.
Тодоров е кмет на София от 8 юли 1905 година до 21 март 1908 година. През този период е построен нов водопровод от Бояна, част от централните улици са павирани с известните жълти павета, построена е сградата на Народния театър „Иван Вазов“ и започва строителството на Централната баня, Халите и други обществени сгради.